# 바트나이외쿠틀 국립공원

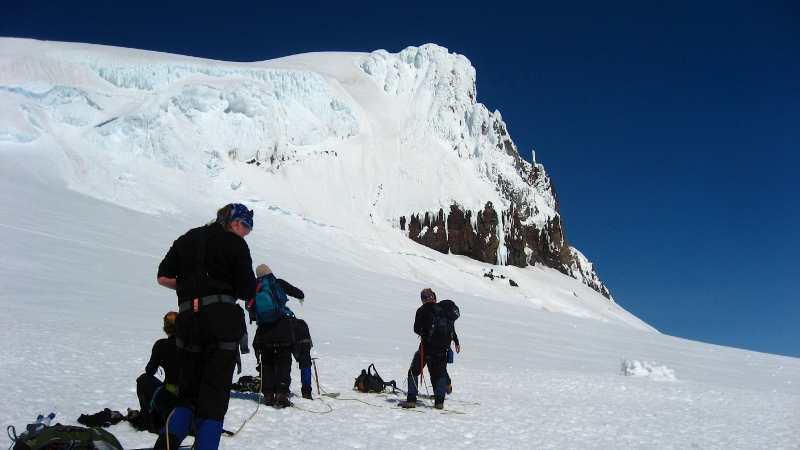
바트나이외쿠틀 국립공원

바트나이외쿠틀 국립공원(아이슬란드어: Vatnajökulsþjóðgarður)은 아이슬란드의 세 개의 국립공원 중 하나이다. 대부분의 공원 면적은 바트나이외쿠틀로 되어있다.

## 역사
바트나이외쿠틀 국립공원은 2008년 6월 7일에 설립되었으며, 설립될 당시 공원의 면적은 12.000 km2였다. 이후 라키 산, 랑기시오르, 크레푸퉁가 등이 국립공원의 범위에 추가되어 13.920 km2가 되었다. 이 면적은 아이슬란드 전체 면적의 14%에 해당하는 것으로, 유럽에서는 러시아의 유기드바 국립공원에 이어 두번째로 큰 국립공원이다.

## 같이 보기
- 바트나이외쿠틀